# Wydział Filologiczny Uniwersytetu Pedagogicznego im. KEN w Krakowie
Wydział Filologiczny Uniwersytetu Pedagogicznego im. Komisji Edukacji Narodowej w Krakowie – jednostka naukowo-dydaktyczna, jeden z sześciu wydziałów Uniwersytetu. Został wyodrębniony z Wydziału Humanistycznego 1 października 2010 roku. Wydział ma uprawnienia do nadawania stopni naukowych doktora i doktora habilitowanego nauk humanistycznych w zakresie językoznawstwa i literaturoznawstwa.

## Lokalizacja
Wydział zlokalizowany jest w Krakowie. Siedziba dziekanatu znajduje się w budynku głównym uczelni przy ul. Podchorążych 2.

## Władze Wydziału
W kadencji 2016-2020:
| Stanowisko                 | Imię i nazwisko              |
| -------------------------- | ---------------------------- |
| Dziekan                    | prof. dr hab. Piotr Borek    |
| Prodziekan ds. Nauki       | dr hab. Władysław Kolasa     |
| Prodziekan ds. Studenckich | dr hab. Marek Karwala        |
| Prodziekan ds. Studenckich | dr hab. Joanna Rokita-Jaśkow |

## Struktura Wydziału

### Instytut Filologii Polskiej
Dyrektor: dr hab. Ewa Młynarczyk
- Katedra Literatury Staropolskiej i Oświeceniowej
- Katedra Literatury Polskiej XIX wieku
- Katedra Literatury Polskiej XX wieku
- Katedra Literatury Współczesnej i Krytyki Literackiej
- Katedra Poetyki i Teorii Literatury
- Katedra Edytorstwa i Nauk Pomocniczych Filologii
- Katedra Języka Polskiego
- Katedra Logopedii i Zaburzeń Rozwoju
- Katedra Lingwistyki Kulturowej i Komunikacji Społecznej
- Katedra Mediów i Badań Kulturowych
- Katedra Dydaktyki Literatury i Języka Polskiego
- Zakład Neurolingwistyki
- Pracownia Edukacji Regionalnej
- Pracownia Dramatu i Teatru
- Pracownia Literatury dla Dzieci i Młodzieży

### Instytut Nauk o Informacji
Dyrektor: dr hab. Michał Rogoż
- Katedra Wiedzy o Drukowanych i Cyfrowych Środkach Przekazu
- Katedra Kultury Informacyjnej
- Katedra Zarządzania Informacją

### Instytut Neofilologii
Dyrektor: dr hab. Ryszard Siwek
- Katedra Językoznawstwa Angielskiego
- Katedra Literatury Anglojęzycznej
- Katedra Dydaktyki Przekładu
- Katedra Historii i Kultury Krajów Angielskiego Obszaru Językowego
- Katedra Dydaktyki Języka Angielskiego
- Katedra Literatury Niemieckojęzycznej
- Katedra Językoznawstwa Niemieckiego
- Katedra Historii i Kultury Krajów Niemieckiego Obszaru Językowego
- Katedra Literatur Francuskiego Obszaru Językowego
- Katedra Językoznawstwa Romańskiego
- Pracownia Lingwistyki Komputerowej
- Katedra Glottodydaktyki i Nauczania Zdalnego
- Pracownia Badań Porównawczych nad Współczesną Kulturą Zachodnią
- Katedra Języka i Kultury Hiszpańskiego Obszaru Językowego
- Pracownia Językoznawstwa Hiszpańskiego i Dydaktyki Języków Iberyjskich
- Pracownia Literatur Hiszpańskiego Obszaru Językowego
- Pracownia Historii i Kultury Hiszpańskiego Obszaru Językowego
- Pracownia Przekładoznawstwa Hiszpańskiego
- Katedra Języka i Kultury Włoskiej
- Pracownia Literatury Włoskiej
- Zespół Interdyscyplinarnych Studiów Italianistycznych
- Katedra Językoznawstwa Rosyjskiego
- Katedra Literatury Rosyjskiej
- Katedra Dydaktyki Języka Rosyjskiego
- Katedra Przekładoznawstwa